# لی هان-بیت
لی هان-بیت (به کره‌ای: 이한빛،  زادهٔ ۲۳ دسامبر ۱۹۹۴) یک کشتی‌گیر زن آزادکار اهل کشور کره جنوبی است. وی سابقه حضور در المپیک ۲۰۲۴ پاریس را دارد.  